# 9è/12è Regiment de llancers
El 9è/12è Regiment de llancers és un regiment de cavalleria de l'exèrcit britànic, format el 1960 a partir de la fusió del 9è de llancers reials de la Reina i el 12è de llancers reials. Actualment realitza tasques de reconeixement i disposa del CVR(T), de la família de vehicles adjunts a la 7a Brigada cuirassada. El regiment se situa a South Wigston, Leicestershire, juntament amb els seus afiliats el Territorial Army i els Leicestershire i Derbyshire Yeomanry, que pertany a l'esquadró 'B' dels Royal Yeomanry.